# Поллукс (зоря)
Поллу́кс (β Близнят, β Gem) — найяскравіша зоря в сузір'ї Близнят і одна з найяскравіших зір неба, червоний гігант. Хоча позначена Байєром як «β», однак, вона яскравіша, ніж α Близнят (Кастор).

## Будова
Поллукс — помаранчевий гігант спектрального класу «K0IIIb». Було підраховано, що зірка приблизно у 1,7 рази масивніша ніж Сонце, має у 8,8 разів більший радіус та в 32 рази більшу яскравість. Починаючи з 1990 року, було виміряно, що Поллукс майже на 85 відсотків складається з елементів, важчих за водень (через велику кількість заліза).
Через те, що Поллукс масивніший ніж Сонце, вважається, що він набагато молодший. Велика маса Поллукса свідчить про те, що зоря ще не зазнала значних втрат маси.

## Планетна система
16 червня 2006 року було оголошено про підтвердження існування планети у системі Поллукса, яку було названо Поллукс b. Приймаючи до уваги велику масу Поллукса, було обчислено, що маса планети дорівнює щонайменше 2,3 мас Юпітера. Планета обертається навколо Поллукса на відстані 1,64 астрономічних одиниці по майже коловій орбіті. Один оберт триває приблизно 590 діб. Поллукс b — одна з небагатьох позасонячних планет, яка спостерігалась безпосередньо.